# Homme de Mechta-Afalou

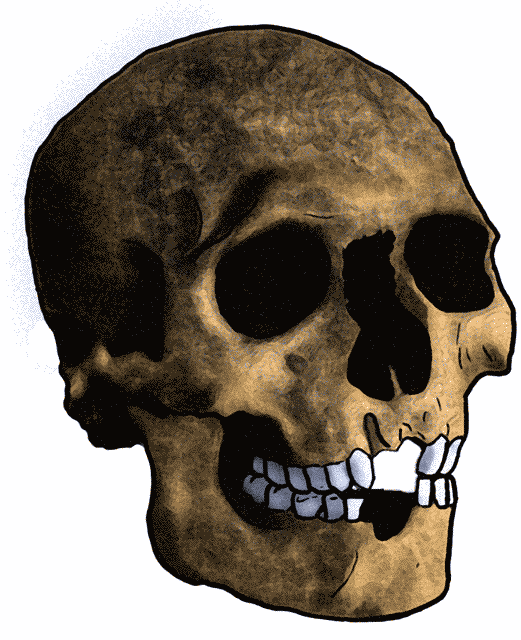
Crâne ibéromaurisien du type Mechat el-Arbi provenant de Constantine (Qustantînah, Algérie). L'avulsion des incisives est bien visible.

L'Homme de Mechta-Afalou (ou Mechtoïde), parfois appelé Homme de Mechta el-Arbi, est un fossile humain représentant d'une population d'hommes modernes qui ont vécu en Afrique du Nord durant le Paléolithique supérieur, à l'époque de la culture archéologique ibéromaurusienne.

## Dénomination
Le nom de Mechta-Afalou provient du grand nombre de squelettes trouvés dans le gisement d’Afalou bou Rhummel, à Béjaïa, en Algérie.

## Morphologie
Les analyses craniométriques sembleraient indiquer un apparentement avec les Berbères du Maghreb, ainsi qu'avec les anciens Kiffiens du Sahara, un peu plus tardifs.

## Postérité
Les Mechtoïdes auraient été assimilés au Mésolithique par les Capsiens, à l'origine de la culture capsienne.

## Génétique
En 2025, une étude génétique de Lipson et ses collègues publiée dans la revue Nature a analysé l'ADN extrait de plusieurs squelettes anciens de l'est du Maghreb dont un du site d'Afalou bou Rhummel datant d'entre 10 et 15 000 ans. Les résultats des haplogroupes paternels et maternels ainsi que les résultats autosomaux de l'individu sont identiques à ceux des individus de la même période du site de la grotte des pigeons située au Maroc analysés en 2018. L'haplogroupe maternel de l'individu est U6 et son haplogroupe paternel est E1b1b1a (E-M78). Peu fréquent aujourd'hui, U6 se retrouve surtout en Afrique du Nord (notamment 28 % chez les Mozabites, 9 % au Maroc, 5-6 % en Algérie et en Tunisie) et aux Îles Canaries (16 %) alors que l'haplogroupe paternel E1b1b1a se retrouve principalement en Afrique du Nord et de l'Est. Il faut noter que les Maghrébins modernes appartiennent toutefois majoritairement à l'haplogroupe E-M183 (environ 45 % en moyenne) et plus rarement à E-M78 (0-10 %).